# Frontigny
Frontigny est un hameau et une ancienne commune française du département de la Moselle en région Grand Est. Il est rattaché à la commune de Mécleuves depuis 1811.

## Toponymie
Anciennes mentions : Frontenney (1128), Frontennei (1137), Frontignei (1320), Frontigney (1404), Frontegney (XVe siècle).
En lorrain : Frontni. En allemand : Fronteningen (1940-1944).

## Histoire
Frontigny dépendait des Trois-Évêchés dans le bailliage de Metz. En 1681, cette localité est un fief mouvant du roi de France appartenant au chapitre de la cathédrale de Metz, étant également le siège d'une justice haute, moyenne et basse.
La commune de Frontigny est réunie à celle de Mécleuves par décret du 28 décembre 1811.

## Démographie
| 1793 | 1800 | 1806 |
| ---- | ---- | ---- |
| 197  | 173  | 176  |